# Suzy (película)
Suzy es una película dirigida por George Fitzmaurice en 1936, y protagonizada por Jean Harlow, Franchot Tone y Cary Grant, basada en una novela de Herman Gorman. 
La película es especialmente recordada por incluir la canción Did I Remember? cantada por Virginia Verrill, que fue nominada al premio Óscar a la mejor canción original de dicho año 1936, premio que finalmente le fue otorgado a la canción The Way You Look Tonight que cantaba Fred Astaire en la película Swing Time.

## Argumento
Está ambientada en Londres en 1914, Suzanne Trent (Jean Harlow) le cuenta a su amiga que quiere casarse con un hombre rico, al que al principio no amará, pero que está segura que aprenderá a querer con el paso del tiempo.